# Indexierte operative Leistungsmessung
Indexierte operative Leistungsmessung ist ein Performance-Measurement-System. Bei der indexierten operativen Leistungsmessung wird die interne Leistungsrechnung mit den Leistungsrechnungen von Vergleichsunternehmen (sogenannte Peer-Unternehmen) verglichen. Als Vergleichsunternehmen gelten solche, die aus Sicht des Anlegers als alternative Anlagemöglichkeiten mit vergleichbaren operativen Risiken gelten (Perspektive des Investors). Dieselbe Perspektive wird bei der Branchen-Betafaktor Berechnung für die Ermittlung des Kapitalkostensatzes verwendet.
Der Vergleich der Leistungsrechnung wird auf zwei Arten durchgeführt: 
Erstens als Differenz der internen Leistungsrechnung und dem Durchschnitt oder Median der Leistungsrechnungen der Vergleichsunternehmen (=Operativer Index). Für konkrete Kennzahlen wird diese Differenz Operatives Alpha genannt (zum Beispiel Operatives EBIT-Alpha). Das Operative Alpha ist damit das operative Gegenstück zum Alphafaktor: Es ist ein operativer Indikator auf Basis von Kennzahlen für die relative Rendite des Anlegers auf dem Marktwert des Unternehmens.
Zweitens kann der Vergleich durch die Berechnung des Perzentilrangs der internen Leistungsrechnung im Verhältnis zu den Leistungsrechnungen der Vergleichsunternehmen ausgedrückt werden. Dieser Perzentilrang wird als Operativer Rang bezeichnet (zum Beispiel Operativer EBIT-Rang). Mehrere Operative Ränge werden in den Auswertungen Operatives Radar und Operativer Beitrag verwendet, um Wertlücken und Wertpotentiale zyklusunabhängig in verschiedenen Unternehmen, Geschäftsbereichen oder Investitionen zu messen.

## Abgrenzung zum Benchmarking
Die Indexierung operativer Leistung unterscheidet sich vom klassischen Benchmarking durch die Perspektive (Standpunkt der Analyse). Das klassische Benchmarking kennt den Ansatzpunkt der Investorenperspektive nicht, sondern fokussiert sich primär auf Vergleichsunternehmen, die ähnliche Produkte oder ähnliche Geschäftsprozesse haben. Die Indexierung verwendet im Peer-Universum primär Unternehmen, die ähnliche Absatzrisiken oder Beschaffungsrisiken haben und dadurch aus Sicht des Investors ähnlichen operativen Risiken ausgesetzt sind. Das Ziel des Benchmarking ist es denn auch primär, Produkte und Prozesse im Hinblick auf einen externen Benchmark ("best in class") zu verbessern. Das Ziel der operativen Indexierung ist es, die Wertentwicklung der operativen Tätigkeit unabhängig von externen Faktoren und universell vergleichbar (also standardisiert) zu messen. Weil es primär um eine Entwicklungs- oder Trendanalyse, respektive um die Abweichung von operativen Trends geht, spricht man von einem operativen Index und nicht von einem Benchmark.

## Anwendungen
Die indexierte operative Leistungsmessung hat folgende Vorteile gegenüber einer nicht-indexierten Leistungsmessung:
- Neutralisierung von externen Faktoren: Wird die interne Leistungsrechnung relativ zu einem externen operativen Index betrachtet, dann werden externe Faktoren eliminiert, da diese sowohl die interne Leistungsrechnung betreffen als auch den externen Index.
- Standardisierung der Kennzahlen: Wird die Kennzahl aus der internen Leistungsrechnung als Perzentilrang gegenüber den Vergleichsunternehmen angegeben, dann erhält man ein standardisiertes Leistungsmaß: Der Perzentilrang hat Werte von 0 bis 100 %, die universell vergleichbar sind.

Es haben sich zwei Anwendungen der indexierten Leistungsmessung durchgesetzt:
- Indexierte Bonusziele werden verwendet, um Bonusziele Konjunkturzyklus-unabhängig festzulegen. Indexierte Bonusziele passen sich der Marktentwicklung an und sind deshalb fairer und bleiben so länger gültig.[3] Ein Beispiel indexierter Bonusziele ist der Bonusindex, der vom Zürcher Finanzforschungsunternehmen Obermatt jährlich für die deutschen HDAX-Unternehmen und die Schweizer SMI- und SPI-Unternehmen publiziert wird.[4]
- Indexiertes strategisches Controlling wird eingesetzt, um Leistung zyklusunabhängig zu messen, was erlaubt, Fehlsignale der traditionellen Leistungsrechnung aufzudecken. Siehe dazu Operativer Index, Operativer Rang, Operatives Radar, Operativer Beitrag.

Dank der indexierten operativen Leistungsmessung wird von Obermatt AG einen Bonusindex für börsennotierte Firmen (HDAX, SMI/SPI) mit einer indexierten Bonusempfehlung gerechnet. Mehr dazu bei:
- NZZ: Kantonalbanken könnten hohe Boni zahlen
- Börse-Online: Hoher Bonus, hoher Aktienkurs